# 최재익 (성우)
최재익(1968년 4월 29일~)은 한국의 남자 성우이다. 1995년 투니버스 1기 공채 성우로 데뷔했다.

## 출연작
- 와글와글 붕붕 삼총사 (대원방송) - 하이파이
- 건 스미스 캣츠 (투니버스) - 하인츠 의원
- 고쿠센 (투니버스) - 우치야마 하루히코
- 구름처럼 바람처럼 (투니버스) - 마노
- 내 친구 티거와 푸 (디즈니 채널) - 피글렛
- 닌자펭귄 땡글이 (투니버스) - 호이호이
- 두발네발반야드 (니켈로디언) - 오티스
- 디지몬 크로스워즈 (대원방송) - 신태일의 워그레이몬
- 디지몬 유니버스 어플리 몬스터즈 (재능TV) - 워그레이몬
- 떴다 방울이 (투니버스) - 호이
- 록맨 에그제 (투니버스) - 갓츠맨
- 록맨 에그제 스트림 (투니버스) - 디오
  - 록맨 에그제 엑세스 (투니버스) - 디오
- 메이저 2기 (투니버스) - 권오탁
- 미도리의 나날 (투니버스) - 슈이
- 사랑은 정말 (투니버스) - 도삼수
- 스타 워즈: 클론 전쟁 (카툰네트워크)
- 여신님! 작다는 건 편리해 (투니버스) - 강가
- 오즈 (투니버스) - 리온
- 배틀짱 (투니버스) - 야트 울
- 어플리 몬스터즈 (재능TV) - 워그레이몬
- 우주에서 온 모나코 (투니버스) - 동크
- 우주인 타로 (투니버스) - 담임 선생님
- 울프스 레인 (투니버스) - 비어드
- 슈퍼갤즈 (퀴니) - 아소 유아
- 카우보이 비밥 극장판 : 천국의 문 (투니버스) - 샤토킨즈
- 개구리 중사 케로로 (투니버스) - 슈라라
- 탐정학원 Q (투니버스) - 유타카
- 파워퍼프걸 (투니버스) - 갱그리파
- 패트레이버 (투니버스) - 기대치
- 패트레이버OVA(구) (투니버스) - 기대치
- 패트레이버 첫 번째 극장판 (투니버스) - 기대치
- 패트레이버OVA(신) (투니버스) - 기대치
- 패트레이버 두 번째 극장판 (투니버스) - 기대치
- 학원 앨리스 (투니버스) - 신찬호 선생님 / 페르소나
- 행복한 세상의 족제비 (투니버스) - 모지룡
- 쫑아는 사춘기 3기 (MBC 무비스) - 멀대
- 떴다! 럭키맨 (투니버스) - 이노력(노력맨) / 사마귀별 우주인
- 결계사 (투니버스) - 마다라오
- 일지매 (SBS) - 민이 외
- 나스 안달루시아의 여름 (애니맥스) - 해설자
- 마법소녀 고양이 타루토 (애니맥스) - 유몬
- 꿈빛 파티시엘 (투니버스) - 신 선생님 / 주희 아빠
  - 꿈빛 파티시엘 프로페셔널 (투니버스) - 미겔
- 붐이담이 부릉부릉 (MBC) - 타타 / 뉴스맨
- 이웃집 아이들의 무시무시한 모험 (카툰네트워크) - 즐거운 아이들2
- 폭소 자동차 경주 (투니버스) - 윌리
- 물지 않는 다큘라 백작 (투니버스) - 드미트리
- 검비의 모험 (투니버스)
- 우주에서 온 모자코 (투니버스) - 동크
- 팬다와 친구들의 모험 (투니버스)
- 허클베리핀의 모험 (투니버스) - 손님
- 마법 냐옹이 타루토 (애니맥스) - 유몬
- 이야기 극장 - 헬로 키티와 친구들 (애니맥스) - 그라인더
- 바스켓 피버 (투니버스) - 스몰
- 버드나무 사이로 부는 바람 (투니버스)
- 붉은광탄 질리온 (투니버스)
- 영원의 나라 게쉬탈트 (투니버스) - 탈로스
- 천방지축 이나탁구부 (투니버스) - 심하지
- 무적 철가방 (투니버스) - 오오타 아키히코
- 더티페어 FLASH (투니버스)
- 데블 레이디 (XTM) - 제이슨 / 양재민
- 오프사이드 (스페이스툰) - 김지훈
- 명탐정 코난 (투니버스) - 조종사1
- 무적왕 트라이제논 (투니버스) - 스태프5
- 33분 탐정 (투니버스) - 소지로
- 레터비 (투니버스) - 코너
- 나루토 (투니버스) - 키도마루
- 무적코털 보보보 (투니버스)
- 블리치 (투니버스) - 남자3
- 사무라이 참프루 (투니버스) - 사사키 류지로
- 몬스터 (투니버스) - 헬베르트
- 메르헤븐 (투니버스) - 남학생1 / 페타
- 아가사 크리스티의 명탐정 포와로와 마플 (투니버스) - 토스윌
- 아깨비의 과학여행 (KBS)
- 파워레인저 레스큐 (투니버스) - 올림피우스
- 여신전사 (투니버스)
- 기신병단 (투니버스)
- 오거스 02 (투니버스) - 병사
- 떴다! 방울이 (투니버스) - 누리
- 웨딩피치 (투니버스) - 레이더
- 외계돼지 피피 (KBS) - 쿤
- 클로버 4/3 (네오필름) - 뿌대지
- 카 - 관람객
- 인크레더블 - 경찰
- 라푼젤 - 코큰 남자
- 이집트 왕자 - 히브리인
- 라따뚜이 - 손님, 쥐
- 미녀와 야수 - 교장 선생(크리스 앤드류 멜론)
- 곰돌이 푸 - 피글렛